# Al-Tah, Idlib
Al-Tah, Idlib (tiếng Ả Rập: التح) là một ngôi làng Syria nằm ở Hish Nahiyah ở huyện Maarrat al-Nu'man, Idlib. Theo Cục Thống kê Trung ương Syria (CBS), Al-Tah, Idlib có dân số 8606 trong cuộc điều tra dân số năm 2004.